# Tetanoptilon brunsvicense
Tetanoptilon brunsvicense (лат.) — вид вымерших сетчатокрылых насекомых из семейства осмилид (Osmylidae) (или Solenoptilidae), единственный в роде Tetanoptilon. Известен  по отпечаткам, обнаруженным в нижнеюрских отложениях из Европы (Германия, верхний лейас).

## История изучения
Таксон был впервые описан в 1953 году палеонтологом А. Боде (Bode A. 1953) и первоначально включён им в семейство Solenoptilidae. Однако в 1998 году энтомолог Владимир Макаркин (Биолого-почвенный институт ДВО РАН) высказал мнение, что возможно этот таксон не относится к Solenoptilidae, так носит промежуточные признаки, а другие авторы в позднее включили его в состав осмилид.